# Avantgarde Music
Avantgarde Music är ett italienskt skivbolag bildat som en fortsättning av Obscure Plasma Records och med fokus på black och doom metal-artister. Avantgarde Musics första utgivning var finska funeral doom-bandet Thergothons Stream from the Heavens som gavs ut 1994. Andra kända black, death och doom metal-band som getts ut av bolaget är Behemoth, Carpathian Forest, Mayhem, Katatonia, Lifelover och Keep of Kalessin. Bolaget har också en skivetikett kallad Wounded Love Records, som har gett ut album av bland andra Dolorian och Taake.

## Artister som ges eller har givits ut på bolaget
- Ad Hominem
- Ancient Wisdom
- Astarte
- Azaghal
- Beatrik
- Behemoth
- Carpathian Forest
- Dark Sanctuary
- Darkspace
- Death SS
- Den Saakaldte
- Diabolical Masquerade
- Dødheimsgard
- Dolorian
- Enochian Crescent
- Eternity
- Evoken
- Forgotten Tomb
- Godkiller
- Grey
- Katatonia
- Keep of Kalessin
- Lifelover
- Mayhem
- Mysticum
- Necrodeath
- Nehëmah
- Nocternity
- Nortt
- Novembers Doom
- Obtained Enslavement
- Opera IX
- Pan.Thy.Monium
- Shining
- Solefald
- Taake
- Thergothon
- This Empty Flow
- Throes of Dawn
- Tormentor
- Ulver
- Unholy
- Winds
- Wyrd